# 使徒聖大ヤコブ
『使徒聖大ヤコブ』（しとせいだいヤコブ、西: El Apóstol Santiago el Mayor、伊: L'Apostolo Giacomo il Maggiore、英: The Apostle James the Greater）は、イタリア・バロック期のボローニャ派の巨匠グイド・レーニがキャンバス上に油彩で制作した絵画である。2点の類似したヴァージョンがあり、マドリードのプラド美術館の作品は1618-1623年ごろに、ヒューストン美術館の作品は1636-1638年ごろに制作された。描かれているのは十二使徒の中でもイエス・キリストに近しい弟子の1人、聖大ヤコブである。レーニは、潤んだ眼差しを天に向け、一心に祈る殉教聖人の姿を数多く制作して評判を得たが、『使徒聖大ヤコブ』はそうした聖人像に含まれる。

## 作品
聖大ヤコブは、カトリック圏、特に国の守護聖人となっているスペインで信仰を集める聖人である。彼は、キリストの近しい弟子としてキリストの変容の場面とゲツセマネの祈りの場面に登場する。また、ペンテコステの後に福音書を広める伝道活動のためスペインに赴いた。エルサレムで殉教したが、その遺骸はスペインに戻され、埋葬された。墓の場所はしばらく忘れさられていたが、9世紀に発見されたその場所はサンティアゴ・デ・コンポステラと呼ばれるようになり、エルサレム、ローマと並ぶ3大巡礼地の1つとなった。そのため、ヤコブの図像には本作のように巡礼者の杖が描きこまれ、それが彼のアトリビュート (人物を特定する事物) となっている。
画中のヤコブは眼差しを天に向け、胸の前で両手を合わせている。緑の上着の上に重々しい黄色のマントを羽織り、巡礼者の杖を肩にもたせかける姿は半身像より大きく描かれている。聖人であることを示す光輪は表されていないが、頭部の周囲が光に包まれている。聖人が眼差しを天に向ける図像の源泉は、盛期ルネサンスの巨匠ラファエロの『聖チェチリアの法悦』 (ボローニャ国立絵画館) である。この図像がレーニの時代に多く描かれたのは、ラファエロが模倣すべき偉大な巨匠であったことに加え、17世紀初頭に勃興した初期キリスト教考古学が関係している。1600年の聖年の直前に、ローマのサンタ・チェチリア・イン・トラステヴェレ教会で初期キリスト教時代の殉教聖女チェチリアの遺体が発見され、大いに話題となった。
レーニも聖チェチリア像を描いたが、いずれも天に眼差しを向ける姿で表している。ラファエロは初代の古代遺物監督官に就任するほど古代に関心を持っていたので、その表現は歴史的に正当とされ、殉教における歴史的再現性の要求が高まったレーニの時代にもふさわしいと考えられた。この眼差しを天に向ける姿は、「神を希求する」という内面精神の擬人化の属性として浸透していくことになる。そうした姿の聖人は人々の模範として、また信者と神をとりなす仲介者として描かれ、対抗宗教改革期の情熱に応えるものであった。
なお、この時代の聖人像は、プロテスタントと闘うカトリックの信仰を広めるために人間化され、精神的にも感情的にも親しみやすいものとなった。それらは一般的に複雑な図像的アトリビュートを排して、直截的で親密な形式で表されている。

## 歴史
スペインでは、『使徒聖大ヤコブ』が17世紀に非常な好評を博して、何点かの複製が制作された。それらの複製は現在プラド美術館にある作品にもとづくものだと考えられていたが、プラド美術館の作品は1714年にスペイン王フェリペ5世に嫁いだエリザベッタ・ファルネーゼがイタリアのパルマから持参したものであることが1746年の財産目録からわかっている。
スペインにある複製は、かつてスペインにあり、現在ヒューストン美術館にある『使徒聖大ヤコブ』にもとづいている。ヒューストン美術館の作品とそれらの複製には、プラド美術館の作品にはない微妙な特徴がある。また、プラド美術館の作品にはペンティメント (描き直し)が見られないことから、プラド美術館ではヒューストン美術館の作品の方が先に描かれたとしている。ヒューストン美術館の作品はフランス王ルイ・フィリップを含む様々な所有者を経て、2002年にヒューストン美術館に購入された。